# Akita ranga

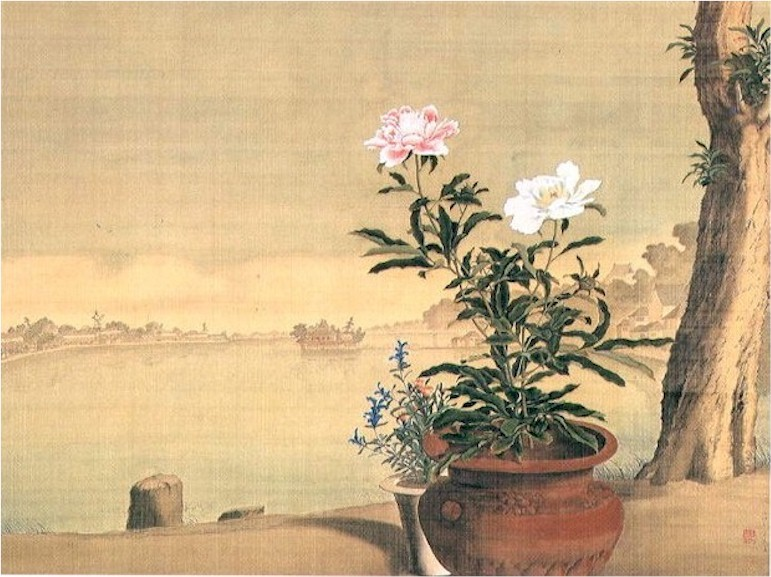
Toeizan Shinobazuike, Odano Naotake, c. década de 1770.

Akita ranga (秋田蘭画), também chamada de Akita-ha (秋田派), foi uma escola de pintura japonesa ramificada do ranga. Localizava-se no Kubota, um domínio feudal da região de Tōhoku, em Honshu. Entre seus artistas, o mais proeminente foi Shiba Kōkan, que produzia a partir de temáticas europeias. A maioria dos pintores akita, entretanto, adotava temas tradicionais japoneses, embora usassem técnicas ocidentais em suas composições, que aproximavam os trabalhos a pinturas a óleo.